# Królewski Urząd Sądowy w Złotym Stoku
Królewski Urząd Sądowy — budynek dawnego sądu, więzienia, Milicji Obywatelskiej, technikum Chemicznego i szkoły podstawowej w Złotym Stoku.
Od 1993 stopniowo popada w ruinę. 

## Architektura
Jest to ceglana neogotycka budowla z portalem. Na zwieńczeniu ryzalitu znajduje się orzeł śląski.

## Historia
Budynek wybudowany został w 1897 roku i pełnił rolę sądu oraz więzienia. W latach 1945–1949 był siedzibą MO. Następnie przeznaczono go na potrzeby szkół. Od 1950 r. mieściło się tu Technikum Chemiczne, które po roku zostało przeniesione do Szopienic, gdzie dalej funkcjonowało jako Technikum Hutnicze. W to miejsce powołano Zasadniczą Szkołę Górniczą, która istniała do 1956 roku. Od 1 września 1958 r. rozpoczęła działalność edukacyjną Szkoła Podstawowa nr 2. W tym samym obiekcie działała też Zasadnicza Szkoła Chemiczna w latach 1965 - 1974. Szkoła Podstawowa nr 2 zakończyła nauczanie w tym obiekcie w 1993 roku. Od tamtego czasu budynek jest niezamieszkały oraz popada w ruinę. W 2021 roku doszło do pożaru dachu budynku.